# Горст Вальтер Штайн
Горст Ва́льтер Штайн (нім. Horst Walter Stein; 2 травня 1928, Вупперталь, Північний Рейн-Вестфалія, Німеччина — 27 липня 2008, Швейцарія) — німецький диригент.

## Біографія
Горст Штайн народився 2 травня 1928 року в м. Вупперталь, федеральна земля Північний Рейн — Вестфалія, Німеччина.
Закінчив Кельнську вищу школу, де навчався деригуванню у Гюнтера Ванда та композиції у Філіппа Ярнаха. В 1947—1951 рр. репетитор в Вуппертальському міському театрі, в 1955 р. за запрошенням Еріха Кляйбер став одним з диригентів-керівників Берлінської опери, в 1961 році перейшов у Гамбурзьку оперу. В 1963—1970 рр. генеральний муз.директор в Мангеймі, в 1969—1971 рр. головний диригент Віденської державної опери. В 1972—1977 рр. генеральний муз.директор в Гамбурзі, також викладав в Гамбурзькій Вищій школі. В 1980—1985 рр. музичний керівник Оркестру романської Швейцарії. В 1985—1996 рр. очолював Бамберзький симфонічний оркестр, в 1987—1996 роках одночасно Базельський симфонічний оркестр. З 1969 по 1986 рр. здійснив 76 постановок в рамках Байройтського фестиваля, в 1985—1898 рр. поставив ряд значних спектаклів на Зальцбурзькому фестивалі. Основною музичною спеціальністю Штайна вважається музика пізніх романтиків: Йоганес Брамс, Антон Брукнер, Ріхард Штраус, Макс Регер.
Горст Штайн прожив у Швейцарії останні 30 років. Тривалий час він співпрацював з Orchestre de la Suisse Romande (Оркестром романської Швейцарії).
Упродовж своєї кар'єри Штайн керував симфонічними оркестрами Берлінської державної опери, Гамбурзької опери, брав участь у 76 спектаклях Байрейтського фестивалю, очолював Базельський, Токійський та Бамбергський симфонічні оркестри, почесним диригентом яких він залишався до самої смерті.